# Nyakadahwe
Nyakadahwe är ett vattendrag i Burundi.   Det ligger i provinsen Bubanza, i den nordvästra delen av landet, 29 km norr om huvudstaden Bujumbura.
I omgivningarna runt Nyakadahwe växer i huvudsak städsegrön lövskog. Runt Nyakadahwe är det tätbefolkat, med 286 invånare per kvadratkilometer.